# Baiazid al II-lea
Baiazid al II-lea de asemenea, cunoscut sub numele de Sultân Bayezid-î Velî (în limba turcă otomană: بايزيد ثانى Bāyezīd-i sānī, n. 3 decembrie 1447, Didymoteicho, Macedonia și Tracia⁠(d), Grecia – d. 26 mai 1512, Constantinopol, Imperiul Otoman) a fost, din 19 mai 1481 până în 24 aprilie 1512, al optulea padișah al Imperiului Otoman. A fost fiul sultanului Mahomed al II-lea (1432-1481) și al Sitti Mükrime Hatun (?-1486) sau Emîne Gül-Bahar Vâlide Hatûn (cca.1432 – 1492). A fost tatăl viitorului sultan Selim I. La data când a devenit sultan, Imperiul se întindea în Asia pe 511.000 km² și în Europa pe 1.703.000 km², cuprinzând un total de 2.214.000 km²; la moartea sa era de aproximativ 2.375.000 km².

## Biografie
Data controversată a nașterii lui Baiazid al II-lea este argumentată de istorici. O enciclopedie de bibliografie credibilă otomană își propune să răspundă acestei controverse despre data nașterii, iar această dată este decembrie 1447 / ianuarie 1448. Unele izvoare arată această dată ca 3 decembrie 1447 , iar altele ca 1448.
Locul său de naștere este astăzi la Palatul Dimetoka din Dimetoka.
După cucerirea Istanbulului, Șehzade Beyazid, în vârstă de 7 ani, era guvernator de Amasya sub supravegherea lui Hadım Ali Pașa. El a fost educat de cei mai renumiți învățați ai acelei perioade și a fost crescut în calitate de padișah. La acel timp Amasya era un centru de educație și cultură.. A luat lecții de la învățați celebri.
Șehzade Beyazid a fost bei al sangeacului Amasya timp de 27 de ani. În această poziție, a servit în 1473 ca comandant în bătălia de la Otlukbeli.

### Succesiune la tron
Baiazid l-a urmat la tron pe tatăl său Mehmed al II-lea. Pentru aceasta a trebuit doar să câștige ienicerii prin promisiuni și mită. Acest drept acordat trupelor de ieniceri la succesiunea la tron unui nou sultan ar trebui să rămână timp de secole.
Înainte de a prelua domnia, a durat o luptă lungă cu fratele său, Cem Sultan (1459-1495). Acest lucru a avut loc în 1474 după ce fratele său mai mare, Mustafa, guvernator de Karaman, a murit. Baiazid l-a bătut în câteva bătălii și l-a alungat în Egipt, care sub mamluci, reprezenta o amenințare constantă pentru otomani. O altă încercare a lui Cem de a-l bate pe Baiazid a eșuat și a fugit la cavalerii ioaniți, la Rhodos. Mare Maestru al Ordinului Sfântului Ioan, Pierre d'Aubusson (1423-1503), a acceptat un sprijin material de la Baiazid pentru păstrarea lui Cem acolo. Curând, prinții occidentali, Carol al VIII-lea al Franței (1470-1498) și Papa Inocențiu al VIII-lea (1432-1492), au exercitat presiuni asupra lui d'Aubusson pentru extrădarea lui Cem. În cele din urmă, prințul a fost încredințat mai întâi lui Charles al VIII-lea, apoi papei. Dar atâta timp câta trăit Cem, el a fost o amenințare constantă pentru domnia sultanului, iar Baiazid a vrut să-l schimbe în 1495.
Acest lucru nu este dovedit de alți cronicari, astfel încât vinovăția lui Baiazid pentru moartea lui Cem Sultan rămâne nedovedită. 
Pe 25 aprilie 1512 este detronat de o răscoală a ienicerilor, conduși de fiul său Selim I (1465-1520), și asasinat prin otrăvire. 

## Războiul cu Moldova
În războiul dus împotriva Moldovei, în timpul lui Ștefan cel Mare, a ocupat Chilia și Cetatea Albă (1484).

## Weblinks
- Tripota – Trierer Porträtdatenbank Arhivat în 28 februarie 2016, la Wayback Machine.